# Nederland op het Eurovisiesongfestival 2018

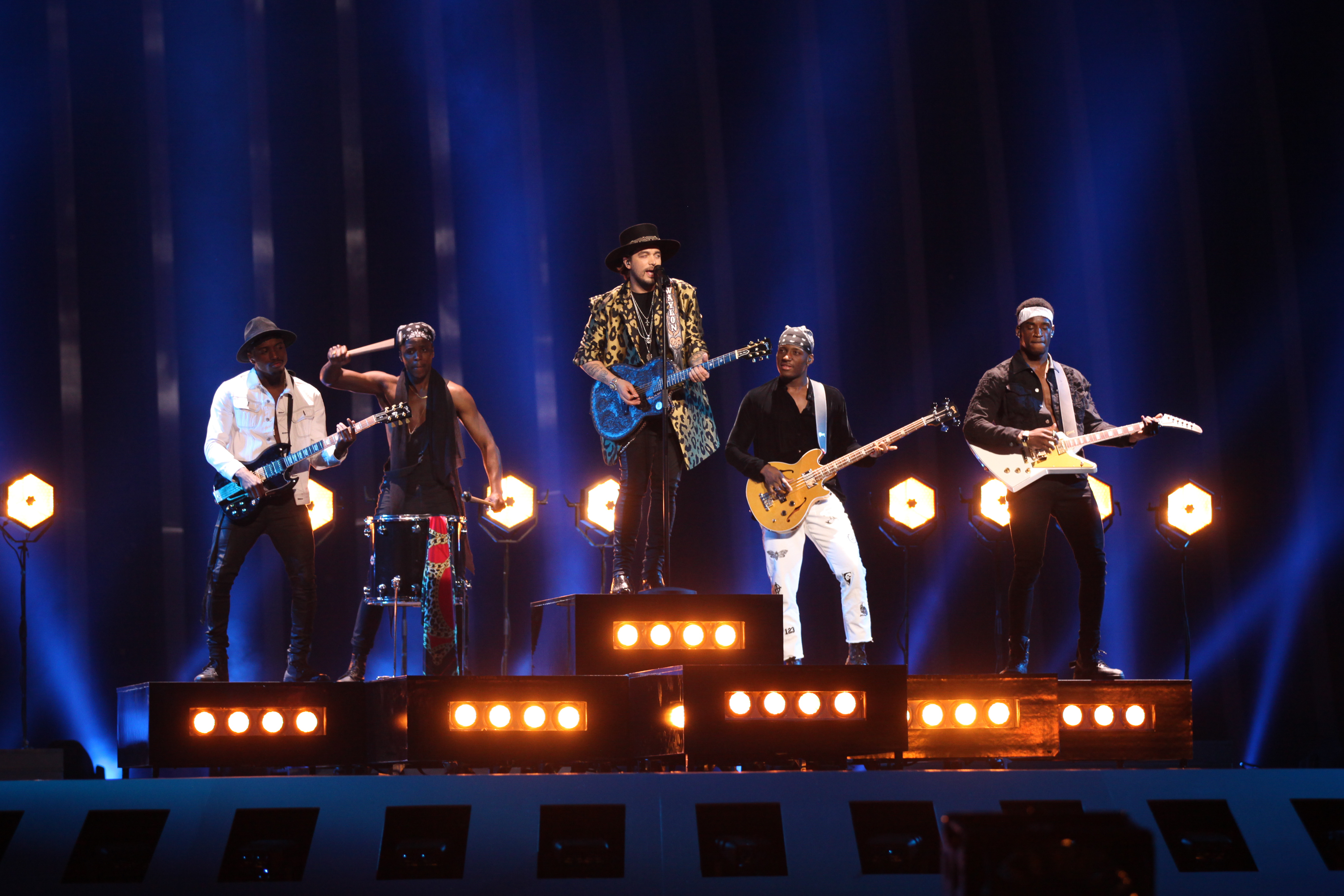
Waylon op het Songfestival in Lissabon

Nederland nam deel aan het Eurovisiesongfestival 2018 in Lissabon, Portugal. Het was de 59ste deelname van het land aan het Eurovisiesongfestival. De AVROTROS was verantwoordelijk voor de Nederlandse inzending.

## Selectieprocedure
Op 9 november 2017 maakte AVROTROS bekend dat het Waylon intern had geselecteerd om Nederland te vertegenwoordigen op het Eurovisiesongfestival 2018. De zanger vertegenwoordigde Nederland eerder op het Eurovisiesongfestival 2014 als deel van The Common Linnets. Met Calm after the storm eindigden zij destijds op de tweede plaats.
Ook het lied werd intern geselecteerd. Vanaf 23 februari 2018 trad Waylon vijf uitzendingen achter elkaar op in het televisieprogramma De Wereld Draait Door, waarbij hij telkens een potentiële inzending liet horen. De keuze voor het winnende lied had hij echter vooraf al gemaakt. Op 2 maart 2018 onthulde Waylon in De Wereld Draait Door dat zijn keuze gevallen was op Outlaw in 'em.

## Overzicht potentiële inzendingen
| Datum       | Lied                 |
| ----------- | -------------------- |
| 23 februari | Back together        |
| 26 februari | Outlaw in 'em        |
| 27 februari | The world can wait   |
| 28 februari | That's how she goes  |
| 1 maart     | Thanks but no thanks |

## In Lissabon
Nederland trad aan in de tweede halve finale, op donderdag 10 mei 2018. Waylon was als achtste van achttien artiesten aan de beurt, net na DoReDos uit Moldavië en gevolgd door Jessica Mauboy uit Australië. Nederland eindigde als zevende en wist zich zo te plaatsen voor de finale. Daarin was Waylon als 23ste van 26 artiesten aan de beurt, net na Netta Barzilai uit Israël en gevolgd door Ryan O'Shaughnessy uit Ierland. Nederland eindigde uiteindelijk op de achttiende plaats.
1956 · 1957 · 1958 · 1959 · 1960 · 1961 · 1962 · 1963 · 1964 · 1965 · 1966 · 1967 · 1968 · 1969 · 1970 · 1971 · 1972 · 1973 · 1974 · 1975 · 1976 · 1977 · 1978 · 1979 · 1980 · 1981 · 1982 · 1983 · 1984 · 1985 · 1986 · 1987 · 1988 · 1989 · 1990 · 1991 · 1992 · 1993 · 1994 · 1995 · 1996 · 1997 · 1998 · 1999 · 2000 · 2001 · 2002 · 2003 · 2004 · 2005 · 2006 · 2007 · 2008 · 2009 · 2010 · 2011 · 2012 · 2013 · 2014 · 2015 · 2016 · 2017 · 2018 · 2019 · 2020 · 2021 · 2022 · 2023 · 2024 · 2025
Albanië · Armenië · Australië · Azerbeidzjan · België · Bulgarije · Cyprus · Denemarken · Duitsland · Estland · Finland · Frankrijk · Georgië · Griekenland · Hongarije · Ierland · IJsland · Israël · Italië · Kroatië · Letland · Litouwen · Macedonië · Malta · Moldavië · Montenegro · Nederland · Noorwegen · Oekraïne · Oostenrijk · Polen · Portugal · Roemenië · Rusland · San Marino · Servië · Slovenië · Spanje · Tsjechië · Verenigd Koninkrijk · Wit-Rusland · Zweden · Zwitserland